# Burkhan Bakshin Altan Sume
Burkhan Bakshin Altan Sume (L'adobe d'or du bouddha Shakyamuni) est un temple d'Elista, capitale de la république de Kalmoukie, état de la fédération de Russie. Devant le temple, se dresse la statue de Sagaan Ubgen, divinité du chamanisme blanc mongol.
Plus de 5 000 personnes sont venus à la cérémonie d'ouverture, dont des représentants de la communauté bouddhiste tibétaine de Moscou, Volgograd et Saratov.